# União das Freguesias de Barbacena e Vila Fernando
Die União das Freguesias de Barbacena e Vila Fernando ist eine portugiesische Gemeinde (Freguesia) im Kreis (Concelho) Elvas im Alto Alentejo, Portugal.

## Geschichte
Die Gemeinde entstand im Zuge der Gebietsreform vom 29. September 2013 durch die Zusammenlegung der ehemaligen Gemeinden Barbacena und Vila Fernando.
Barbacena wurde Sitz der neuen Verwaltung.

## Demographie
| Freguesia | Freguesia                 | Freguesia | Freguesia       | ehemalige Freguesias | ehemalige Freguesias | ehemalige Freguesias | ehemalige Freguesias |
| --------- | ------------------------- | --------- | --------------- | -------------------- | -------------------- | -------------------- | -------------------- |
| Wappen    | Freguesia                 | Einwohner | Fläche in (km²) | Wappen               | Freguesia            | Einwohner            | Fläche in (km²)      |
|           | Barbacena e Vila Fernando | 801       | 82,53           |                      | Barbacena            | 662                  | 31,11                |
|           | Barbacena e Vila Fernando | 801       | 82,53           | Vila Fernando        | 316                  | 51,42                |                      |